# Acacia bolei
Acacia bolei é uma espécie de leguminosa do gênero Acacia, pertencente à família Fabaceae.